# Convolvulus carrii
Convolvulus carrii är en vindeväxtart som beskrevs av Billie Lee Turner. Convolvulus carrii ingår i släktet vindor, och familjen vindeväxter. Inga underarter finns listade i Catalogue of Life.